# Cour suprême du Royaume-Uni
Pour les articles homonymes, voir Cour suprême.
La Cour suprême du Royaume-Uni (en anglais : Supreme Court of the United Kingdom) est la juridiction la plus élevée de l'ordre judiciaire au Royaume-Uni. Créée par le Constitutional Reform Act de 2005, elle fonctionne depuis le 1er octobre 2009. Son siège se trouve au Middlesex Guildhall à Londres.

## Présentation

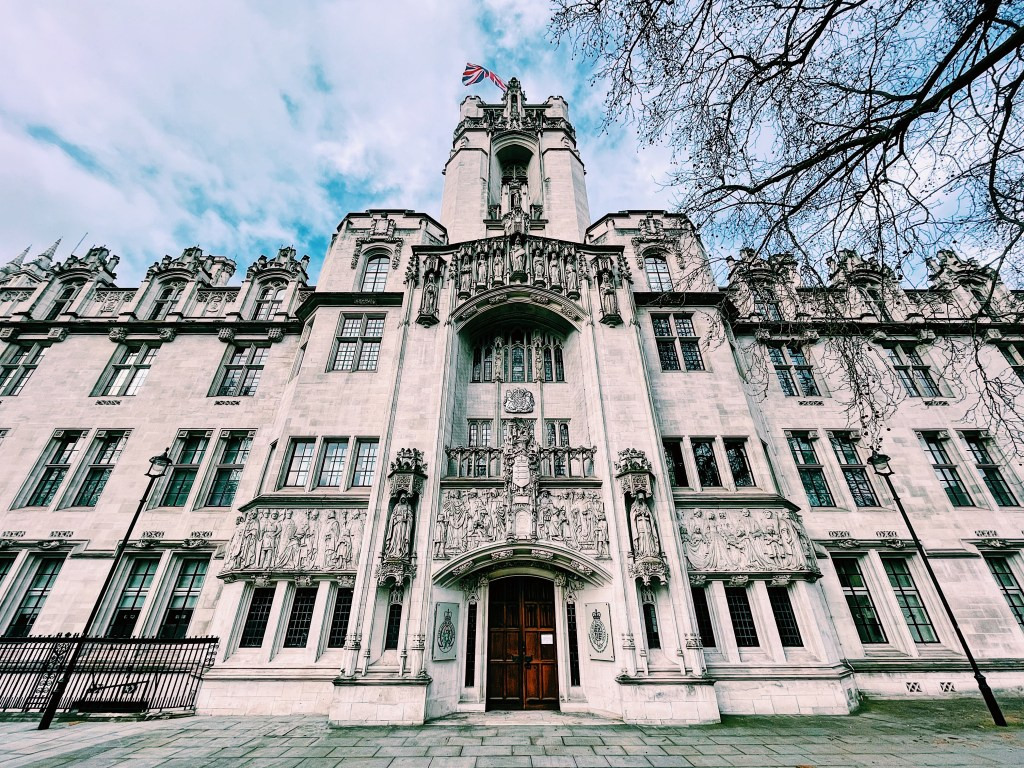
Middlesex Guildhall, Londres

La cour suprême du Royaume-Uni a remplacé la Chambre des lords dans ses fonctions en tant qu'instance judiciaire la plus haute du pays. Elle assume également quelques prérogatives du Comité judiciaire du Conseil privé.
La cour est ainsi la juridiction de dernier recours dans tous les domaines en vertu des lois anglaise, galloise et nord-irlandaise.
Elle n'a pas autorité sur les affaires pénales en Écosse, où la Haute Cour de Justice demeure la juridiction de dernier ressort. Cependant, elle reçoit les appels du tribunal civil, comme la Chambre des Lords le faisait auparavant.
Elle juge également les actes administratifs des gouvernements nord-irlandais, écossais et gallois et les lois de l'Assemblée nord-irlandaise, du Parlement écossais et du Parlement gallois. Le Comité juridique du Conseil privé avait auparavant juridiction sur ces cas.
Elle examine également des questions de dévolution relatives à la Loi de 1998 sur l'Écosse, à la Loi de 1998 sur le gouvernement du pays de Galles ou à la Loi de 1998 sur l'Irlande du Nord, c'est-à-dire les litiges concernant la validité des lois du Parlement écossais ou les fonctions du gouvernement écossais, du Parlement gallois ou de l'Assemblée de l'Irlande du Nord. Une affaire peut être soumise au comité judiciaire de l'une ou l'autre des façons suivantes :
- Le procureur général (attorney general) ou d'autres officiers juridiques (law officers) peuvent référer à la cour d'un projet de loi de la législature concernée pour avis.
- Les parties à une cause devant certaines cours supérieures peuvent porter la cause en appel devant la cour.
- Les cours d'appel peuvent référer d'une cause à la cour.
- Tout tribunal, si un officier juridique en fait le choix, peut référer d'une cause à la cour.
- Les officiers juridiques peuvent aussi référer à la cour de toute question non reliée à un projet de loi ou à un litige.